# Bobbie Gentry
Bobbie Gentry, eigenlijke naam Roberta Lee Streeter (Chickasaw County (Mississippi), 27 juli 1942), is een Amerikaanse zangeres (in ruste) in het genre countrymuziek. Ze was een van de eerste vrouwelijke country-artiesten die zelf liedjes schreven. Bij het zingen begeleidde ze zichzelf op gitaar.
Haar platen haalden regelmatig de Hot Country Songs, de speciale hitlijst voor countrymuziek, maar ook de Billboard Hot 100, de algemene hitlijst. Haar bekendste nummer is Ode to Billie Joe, dat in 1967 vier weken op de eerste plaats stond in de Billboard Hot 100 (zie Nummer 1-hits in de Billboard Hot 100 in 1967).
In 1978 kwam haar laatste plaat uit en in 1981 trad ze voor het laatst op. Sindsdien leidt ze een teruggetrokken leven.

## Levensloop
Roberta Lee Streeter werd in 1942 geboren in de staat Mississippi. Haar ouders scheidden kort na haar geboorte en ze werd opgevoed op de boerderij van haar grootouders. Toen ze zeven was, ruilde haar grootmoeder een melkkoe voor een piano. Roberta maakte haar eerste liedje, My dog Sergeant is a good dog.
Ze ging naar school in Greenwood en leerde zichzelf spelen op verschillende muziekinstrumenten: gitaar, banjo, contrabas en vibrafoon. Op haar 13e verhuisde ze naar Arcadia in Californië, waar ze introk bij haar moeder. Ze ging optreden in clubs waar countrymuziek werd gespeeld en bracht daar naast het bekende countryrepertoire ook zelfgeschreven liedjes over haar geboortestaat Mississippi. Ze ging zich Bobbie Gentry noemen naar de heldin van de film Ruby Gentry uit 1952. Daarnaast volgde ze middelbaar onderwijs. Toen ze in 1960 haar diploma had gehaald, trad ze enige tijd op in de nachtclub Les Folies Bergere in Las Vegas. Ze studeerde filosofie aan de UCLA in Los Angeles, waarbij ze zich in leven hield door op te treden in nachtclubs en te poseren als fotomodel. Van de universiteit stapte ze over naar het conservatorium, waar ze muziektheorie en compositieleer studeerde.
In 1963 nam ze samen met de popzanger Jody Reynolds haar eerste single op: Stranger in the mirror / Requiem for love. Het gelegenheidsduo noemde zich Jody and Bobbie. De plaat deed niets.
De doorbraak voor Bobbie Gentry kwam in 1967, toen ze voor het platenlabel Capitol Records het nummer Mississippi Delta mocht opnemen. Voor de achterkant koos ze een ballad van elf coupletten met als enig begeleidingsinstrument haar gitaar. Op voorstel van Capitol bracht ze het lied terug tot vijf coupletten en ging ze akkoord met de toevoeging van strijkers. Zo ontstond Ode to Billie Joe, het lied over de zelfmoord van Billy Joe MacAllister, die van de brug over de Tallahatchie River bij de buurtschap Money sprong.
De diskjockeys vonden de B-kant van de single veel fascinerender dan de A-kant, en de B-kant werd dan ook de grote hit. De plaat haalde de eerste plaats in de Billboard Hot 100. Ook aan de andere kant van de Atlantische Oceaan verkocht de plaat goed; ze haalde een 13e plaats in de UK Singles Chart. In Nederland werd Ode to Billie Joe met een 12e plaats in de Nederlandse Top 40 Bobbie Gentry’s enige hit.
In 1968 kreeg Bobbie Gentry drie Grammy Awards, in de categorieën ‘Best New Artist’, ‘Best Vocal Performance’ en ‘Best Contemporary Solo Vocal Performance’. De arrangeur Jimmie Haskell kreeg een Grammy in de categorie ‘Best Instrumental Arrangement Accompanying Vocalist(s)’ voor zijn arrangement van Ode to Billie Joe.
In 1976, negen jaar later, maakte de regisseur Max Baer jr. de film Ode to Billy Joe (met een andere spelling van de naam Billie), waarin een groot aantal zaken die het liedje open liet (wat was de reden voor de zelfmoord, wat gooiden Billie Joe en de vertelster van het liedje een paar dagen voor de zelfmoord van dezelfde brug?) door de scenarioschrijver Herman Raucher waren ingevuld.
In de VS slaagde ze er niet meer in om het succes van Ode to Billie Joe te evenaren. Wel haalde Gentry in 1969 een nummer 1-hit in het Verenigd Koninkrijk met de Bacharach/David-compositie I'll never fall in love again. Haar album Ode to Billie Joe met het gelijknamige nummer haalde de eerste plaats in de Billboard 200, de Amerikaanse hitparade voor albums. Ook het album Bobbie Gentry and Glen Campbell, waarop ze duetten zong met de countryzanger Glen Campbell, was een groot succes. Ze nam ook drie singles op met Campbell, waarvan All I have to do is dream in het Verenigd Koninkrijk de Top 10 haalde. In 1968 trad ze samen met de Italiaanse zanger Al Bano op tijdens het Festival van San Remo.
Voor haar liedje Fancy uit 1969, over een vrouw uit een arme familie die op niet altijd even kieskeurige wijze zorgt dat ze vooruit komt in de wereld, greep ze terug op haar oude rolmodel Ruby Gentry. Het werd een klein hitje.
In de jaren 1968-1978 trad Bobbie Gentry geregeld op in televisieshows in de Verenigde Staten, Canada en het Verenigd Koninkrijk. Ze had ook een eigen show in een nachtclub in Las Vegas, waarvoor ze de muziek schreef en arrangeerde en zelfs de kostuums en de choreografie ontwierp. 
Op het eind van de jaren zeventig begon ze echter de belangstelling voor de muziek- en showwereld te verliezen. In 1981 was ze voor het laatst op de televisie te zien, in een All-Star Salute to Mother’s Day. Daarna verdween ze uit de publieke belangstelling. Ze leidt sindsdien een teruggetrokken leven, ver weg van media-aandacht. Volgens ingewijden woont ze tegenwoordig weer in het zuiden van de VS, niet ver van haar geboortestreek Chickasaw County.
Hoewel ze sinds 1978 geen plaat meer heeft gemaakt, verschijnen er nog regelmatig verzamelalbums. In 2018 verschenen er zelfs twee: Live at the BBC en de 8-disc box set The Girl From Chickasaw County - The Complete Capitol Masters, met daarop 177 nummers uit de periode waarin Gentry onder contract stond bij Capitol Records.

## Privéleven
Bobbie Gentry is driemaal getrouwd geweest. Alle drie de huwelijken duurden korter dan een jaar. Ze heeft een zoon uit haar derde huwelijk.

## Discografie

### Singles
| Uitgebracht | Naam                                | Hoogste notering Hot Country Songs | Hoogste notering Billboard Hot 100 | Hoogste notering UK Singles Chart | Nederlandse Top 40 |
| ----------- | ----------------------------------- | ---------------------------------- | ---------------------------------- | --------------------------------- | ------------------ |
| 1963        | Stranger in the mirror              | –                                  | –                                  | –                                 | -                  |
| 1967        | Ode to Billie Joe                   | 17                                 | 1                                  | 13                                | 12                 |
| 1967        | I saw an angel die                  | –                                  | –                                  | –                                 | -                  |
| 1967        | Okolona River Bottom Band           | –                                  | 54                                 | –                                 | -                  |
| 1968        | Louisiana man                       | 72                                 | 100                                | –                                 | -                  |
| 1968        | Hushabye Mountain                   | –                                  | –                                  | –                                 | -                  |
| 1968        | Morning glory                       | –                                  | 74                                 | –                                 | -                  |
| 1969        | I'll never fall in love again       | –                                  | –                                  | 1                                 | tip                |
| 1969        | Let it be me                        | 14                                 | 36                                 | –                                 | -                  |
| 1969        | Casket vignette                     | –                                  | –                                  | –                                 | -                  |
| 1970        | All I have to do is dream           | 6                                  | 27                                 | 3                                 | tip                |
| 1970        | Fancy                               | 26                                 | 31                                 | –                                 | -                  |
| 1970        | Raindrops keep fallin' on my head   | –                                  | –                                  | 40                                | -                  |
| 1970        | He made a woman out of me           | –                                  | 71                                 | –                                 | -                  |
| 1970        | Apartment 21                        | –                                  | 81                                 | –                                 | -                  |
| 1971        | But I can't get back                | –                                  | –                                  | –                                 | -                  |
| 1971        | Benjamin                            | –                                  | –                                  | –                                 | -                  |
| 1972        | Girl from Cincinnati                | –                                  | –                                  | –                                 | -                  |
| 1976        | Another time, another place         | –                                  | –                                  | –                                 | -                  |
| 1976        | Ode to Billie Joe                   | –                                  | 65                                 | –                                 | -                  |
| 1978        | He did me wrong but he did it right | –                                  | –                                  | –                                 | -                  |

### Albums
- 1967: Ode to Billie Joe (1 in de Billboard 200)
- 1968: The Delta sweete
- 1968: Local Gentry
- 1968: Bobbie Gentry and Glen Campbell (met Glen Campbell, 11 in de Billboard 200)
- 1968: Way down South (heruitgave van The Delta sweete)
- 1969: Touch 'em with love
- 1969: Bobbie Gentry's greatest (verzamelalbum)
- 1970: Fancy
- 1970: I'll never fall in love again
- 1970: Portrait (verzamelalbum)
- 1971: Patchwork
- 1971: Sittin' pretty (heruitgave van Local Gentry)
- 1971: Tobacco Road (heruitgave van The Delta sweete met twee nummers minder)
- 1971: Your No. 1 fan (verzamelalbum)
- 1983: All I have to do is dream (heruitgave van Bobbie Gentry and Glen Campbell, plus het nummer All I have to do is dream uit 1970)

Na 1983 zijn van Bobbie Gentry alleen nog verzamel-cd’s uitgebracht.

### NPO Radio 2 Top 2000
| Nummer met noteringen in de NPO Radio 2 Top 2000 | '99  | '00  | '01  |
| ------------------------------------------------ | ---- | ---- | ---- |
| Ode to Billie Joe                                | 1374 | 1946 | 1957 |

1. ↑  Een vetgedrukt getal geeft de hoogste notering aan.
2. ↑  Deze tabel is bijgewerkt tot en met de laatste editie (2024).

- Bibsys: 2009835
- Biblioteca Nacional de España: XX946074
- Bibliothèque nationale de France: cb13949642q (data)
- Gemeinsame Normdatei: 134383273
- International Standard Name Identifier: 0000 0000 7988 5761
- Library of Congress Control Number: no90014769
- Nationale Bibliotheek van Letland: 000071541
- MusicBrainz: a5106366-6368-4a02-a580-73a3c02abb2f
- Nationale Bibliotheek van Tsjechië: xx0119370
- Nationale bibliotheek van Australië: 63697645
- Nationale en Universitaire bibliotheek Zagreb: 000066852
- Nederlandse Thesaurus van Auteursnamen: 097829323
- SNAC: w6px0w77
- Système universitaire de documentation: 160747171
- Virtual International Authority File: 29723840
- WorldCat: E39PBJkCXGQt3yrWWWMCbGkkXd